# Zavolž'e
Zavolž'e , (in russo Заволжье?, letteralmente oltre il Volga) è una città della Russia europea centro-orientale, situata nell'oblast' di Nižnij Novgorod (rajon Gorodecskij), sulla sponda destra del fiume Volga di fronte a Gorodec.

## Storia
La città è recentissima, dal momento che è coeva della grande diga costruita (per scopi idroelettrici) nelle vicinanze a partire dagli anni cinquanta.

## Società

### Evoluzione demografica
| 1959   | 1970   | 1979   | 1989   | 1998   | 2002   | 2007   |
| ------ | ------ | ------ | ------ | ------ | ------ | ------ |
| 20 000 | 34 900 | 41 500 | 44 600 | 46 800 | 43 971 | 42 200 |